# Crestone
Crestone – miasto w Stanach Zjednoczonych, w stanie Kolorado, w hrabstwie Saguache.